# Лисицын, Владимир Фёдорович
Влади́мир Фёдорович Лиси́цын (9 ноября 1938, Семипалатинск, СССР — 8 августа, 1971, Москва) — советский футболист, вратарь. Мастер спорта СССР.

## Карьера

### Клубная
Выступал за московские команды ЦСКА (1957—1958), «Динамо» (1959), «Спартак» (1960, 1964—1965, 1967—1970) и «Локомотив» (1960). Последние годы проводил в «Кайрате» (1960—1963, 1966—1967) и «Спартаке» из Семипалатинска. В составе «красно-белых» выиграл чемпионат 1969 года и Кубок СССР 1965 года.
Зимой 1964-го его пригласили в московский «Спартак» — в помощь Владимиру Маслаченко. Первую треть сезона они, почти не пропуская мячей, играли по очереди, причем Лисицын даже немного чаще.

### В сборной
Был вызван в сборную СССР на матч с Уругваем, где отыграл первый тайм, отстояв на «ноль», и был заменён в перерыве на Рамаза Урушадзе. Игра закончилась победой 1:0.
Вскоре был вызван в олимпийскую сборную на матч с ГДР за право играть на Олимпиаде-1964, однако в игре допустил массу ошибок, что привело к поражению 1:4. Был обвинён тренером Евгением Лядиным в поражении, а затем был отчислен из команды.

## После карьеры игрока
После окончания карьеры стал помощником тренера «Спартака» из Семипалатинска, однако проработал на этом посту недолго.
Тяжёлая психологическая травма, нанесённая ему после провальной игры с ГДР, привела к разладу в семье. 8 августа 1971 года Лисицын повесился.
Урна с прахом В. Лисицына захоронена в колумбарии Донского кладбища Москвы. У Владимира осталась вдова Нина Анатольевна и сын Сергей.

## Достижения
- Чемпион СССР: 1969
- Обладатель Кубка СССР: 1965